# 조정희 (배우)
조정희(1973년 ~ 현재)는 대한민국의 영화 배우이다.

## 출연 작품

### 영화
- 2006년 《비열한 거리》- 피로연 건달 1 역
- 2006년 《로망스》- 조 과장 역
- 2006년 《양아치어조》- 룸싸롱 직원 역
- 2005년 《새드무비》- 방송 PD 역
- 2005년 《혈의 누》- 술꾼 역
- 2005년 《달콤한 인생》- 나이트 DJ 역
- 2005년 《잠복근무》- 선착장 형사 역
- 2004년 《귀신이 산다》- 파출소 의경 역
- 2004년 《슈퍼스타 감사용》- 인천시청 선수 역
- 2004년 《늑대의 유혹》- 성권 공고 3 역
- 2004년 《하류 인생》- 순경 3 역
- 2003년 《쇼쇼쇼》- 나이트 DJ 역
- 1997년 《나쁜 영화》- 나이트 DJ 역
- 1991년 《은마는 오지 않는다》- 마을 사람 3 역